# Хайаса
Хайаса (хетт. URUḪaiaša-; арм. Հայասա), Хайаса-Ацци, Хайаса-Аззи, Ацци — наиболее значимое государство Армянского нагорья во II тыс. до н. э., расположенное в верховьях Евфрата и Чороха, к северо-западу от озера Ван. 
Пауль Кречмер, Григорий Капанцян и Вяч. Вс. Иванов рассматривают хайасский язык как протоармянский, и связывают самоназвание армян hay с названием этой страны.
Упоминается в хеттских клинописных текстах в период в XIV—XIII вв. до н. э. В течение этого периода Хайаса то воевала с Хеттским царством, то заключала мир и выплачивала хеттам дань. В XIII веке до н. э., предположительно, Хайаса распалась, и её территория была захвачена хурритами, а её территории вошли в состав хурритского царства Дайаэни. Оксфордский словарь экономической истории отмечает факты активной политической и экономической жизни Хайасы в течение III и II тысячелетий до н. э..

Столицей Хайасы был город Куммаха в верховьях реки Евфрат, близ современного города Эрзинджан.

## История

### До Тудхалия III (1500—1340 г. до н. э.)
До правления Тудхалия III сведения о Хайасе, получаемые из хеттских источников, очень скудны. Известно, что в XIV веке до н. э. хайасцы вторглись в хеттские территории и сожгли их новую столицу — Сапинува, после чего «сделали своей границей» город Самуха. Из клинописных табличек известны имена нескольких хайасских царей — Марийа, Каранни, Хуккана, Ананиа.
В 1405 году до нашей эры, в годы правления царя Марияс, хетты напали на Хайасу и отняли у неё провинцию Цопк, война продолжилась уже при преемнике Марийа Каранни. Ок. 1397 года до н. э. хетты одержали победу над Каранни в битве у Катхалаиа (в Каппадокии). Развивая успех, хетты опять напали на Цопк, но были отбиты. В том же году произошла битва у крепости Ани (Камах), в итоге которого хеттские войска вынуждены были отступить. Война продолжалась до 1380 года до н. э. Армия Каранни несколько раз нападала на территорию Хеттского царства и опустошила её. В 1380 году до н. э. Каранни даже удалось захватить столицу Хаттуса и сжечь её. Около 1375 года до н. э. хетты попытались высадиться на черноморском берегу Хайасы, но в последовавшей затем битве потерпели серьёзный урон и были отброшены. В 1350-м году до н. э. Хеттское царство захватило Цопк (Цупани), но в 1349-м году до н. э. Хуканне удалось отбить эту провинцию. В 1345-м году до н. э. хетты вновь заняли Цопк, в результате княжества Тогарма и Мелид перешли к хеттам, а Хуканне пришлось принять верховенство Хеттского царства. Впрочем, это не помешало ему в том же году напасть на Каппадокию и этим вынудить хеттов отступить с территории Митанни.

### Тудхалия III и Суппилулиума I (1340—1320 гг. до н. э.)
После вступления на трон Тудхалия III послал своего военачальника и преемника (который впоследствии стал царём Хеттского государства) Суппилулиуму покорить хайасцев, которые укрывали беглецов с хеттской территории, и вернуть город Самуха. С правителем Хайасы Хукканой Суппилулиума заключил мирный договор. Согласно этому договору, Хуккана принёс присягу верности Суппилулиуме, обязался оказывать ему военную помощь и соблюдать сделавшиеся ему известными хеттские государственные тайны, а кроме того, выдать и впредь выдавать лиц, бежавших из Хеттского царства в Хайасу. Суппилулиума отдал за Хуккану свою сестру, но при этом сделал любопытную оговорку, запрещавшую царю Хайасы претендовать на других женщин хеттского царского дома, что показывает наличие в Хайасе пережитков весьма древних брачных отношений — права на сожительство с сёстрами и кузинами жены.
В 1324 году до н. э. хетты захватили крепость Дуккума и город Ерзнка, но в результате ожесточённого сопротивления Аннияса опять вынуждены были пойти на мир.

### Мурсили II (1320—1290 гг. до н. э.)
В 1324, 1321, 1320, 1319 годах хетты совершили ряд походов на территорию Хайасы, но не добились серьёзного успеха. В том же 1319 году до н. э. Хеттское царство пыталось захватить крепость Ура, но было отбито. В отместку, армия Анании захватила Аррину с Анкувой и, опустошив окрестности, отступила. Ананиа напал на хеттов также и в 1318 году до н. э., в основном уже силами подвластного ему княжества Каска.
В 1317 году последовало очередное нападение хеттов, однако под той же крепостью Ура хетты потерпели серьёзное поражение. В следующем году хетты потерпели поражение уже под Кануварой.
Хайаса-Ацци некоторое время не упоминается в хеттских источниках, до начала правления Мурсили II. Во время войны хеттов с каска хайасцы снова стали укрывать беглецов с хеттской территории, а вождь Ацци Анния, сын Мария, напал на одну из хеттских областей и угнал оттуда скот и пленных. На требование Мурсили вернуть их Анния ответил отказом, вследствие чего хетты начали войну и осадили неприступную аццийскую крепость Ура. Однако основные действия против Ацци-Хайасы развернулись в последующие годы, так как Мурсили имел перед собой более важных противников в лице ассирийцев, продолжавших наращивать военную мощь.
На десятом году своего правления Мурсили во главе основных сил выступил против хайасцев. Те укрылись в горных крепостях, рассчитывая нападать по ночам на проходящие хеттские войска. Однако Мурсили, оставляя большинство горных крепостей в тылу, по-видимому, перевалил через Понтийские горы, вышел к г. Арипсе на Чёрном море и взял её, а оттуда двинулся на Туккаму — видимо, центр Ацци. Жители Туккамы сдались на милость победителя, и Мурсили зачислил 3 тыс. аццийцев в своё войско в качестве колесничих. Переговоры на этот раз велись не с царём, а с советом старейшин Ацци. Страна была включена в Хеттское царство, но в дальнейшем хеттам не удалось её удержать.

## Хайаса и Армения

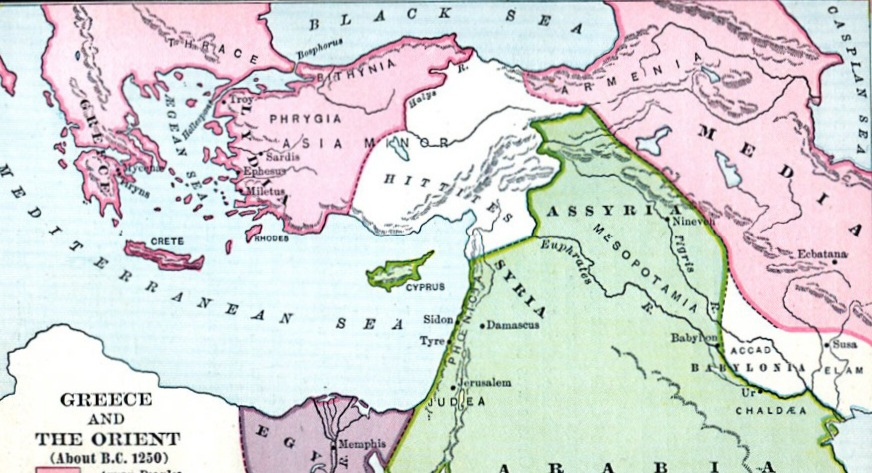
Армения(Хаяса) около 1250 г. до н.э.

В первой половине XX века некоторыми исследователями было высказано предположение, что в слове «Хайаса» основным является корень һауа, что соответствует самоназванию армян — hay, а послелог -(а)sa является хеттским суффиксом, который означает «страна».
Эту теорию одним из первых ввёл в оборот швейцарский востоковед Эмиль Форрер, а развил ее немецкий лингвист Пауль Кречмер. В опубликованной в 1933 году Венской академией наук работе Кречмера «Национальное имя армян Хайк» (нем. «Der nationale Name der Armenier Haik») он приходит к выводу, что «употреблённое в Богазкёйских надписях имя Хайаса означает „Армения“». В качестве примеров были представлены такие малоазиатские слова, как Turhunt и Datta, которые при добавлении суффикса -(a)sa стали топонимами — Turhuntasa и Dattasa.
Позже в Армении эту точку зрения поддержали Николай Адонц, Григорий Капанцян и другие историки. Лингвист Геворк Джаукян, развивая эту гипотезу, в подтверждение привел и другие хеттские названия: Harsankila — Harsanasa, Parminaija — Parminasa, Hiwaswanta — Hiwasasa и т. д.. Автор полагал, что «основным языком Хайасы был армянский,… армянский элемент имел главенствующую роль в хайасском государстве». Рафаэл Ишханян полагал, что в говоре армян Вана и некоторых других районов Армении (например, в говорах западного берега оз. Севан) хетт. Ḫ соответствует грабар Խ-, что означает возможность трансформации хетт. Ḫajasa в грабар Հայք [Haykʿ].
По мнению Л. А. Гиндина и В. Л. Цымбурского, название страны Хайаса и самоназвание армян hay произошли в результате характерного для протоармянского языка перехода р- → h- из основы *pai-, представленной в названиях балканских племён Пеонии (др.-греч. Παίωνες, Παῖτοι, Παιόπλαι). Таким образом, родоначальники хайасцев могли мигрировать к предгорьям Кавказа с запада по южному берегу Чёрного моря.
В 1981 году И. М. Дьяконов высказывал предположение, что самоназвание армян грабар Հայք [Haykʿ], вероятно, происходит от урартского названия Мелитены, урарт. Ḫāti. В связи с новыми открытиями, касающимися упоминания в клинописных источниках топонима и этнонима Haia в его соотношении с Armi и Azi, лингвист Вяч. Вс. Иванов заявил об ошибочности построений И. М. Дьяконова относительно происхождения этнонима hay и поддержал правильность выводов Г. А. Капанцяна. Тем не менее Иванов считал, что для каких-либо умозаключений о Хайасе в качестве армянской прародины недостаточно данных.
Г. Б. Джаукян считал хайасский язык относящимся к анатолийской группе, поэтому не предковым по отношению к протоармянскому языку, а субстратным
А. М. Айвазян считает, что отрицание связи армян с Хайасой политически мотивировано и имеет целью лишить армян права автохтонности на Армянском нагорье. Существует противоположное мнение, согласно которому версия о Хайасе как о прародине армянского народа политически мотивирована и имеет целью предоставить доказательства автохтонности армянского этноса на Армянском нагорье.

## Список царей Хайасы
| Имя на русском | Годы правления     | Имя на армянском |
| -------------- | ------------------ | ---------------- |
| Марияс         | 1450—1400 до н. э. | Մարիաս           |
| Каранни        | 1400—1375 до н. э. | Կարաննի          |
| Хукканас       | 1375—1345 до н. э. | Ղուկանաս         |
| Аннияс         | 1345—1316 до н. э. | Անանիա           |